# Henny Reistad
Henny Ella Reistad (født 9. februar 1999 i Oslo, Norge) er en norsk håndboldspiller, der spiller for danske Team Esbjerg i Damehåndboldligaen og Norges kvindehåndboldlandshold.
I september 2018 blev hun udnævnt af EHF, som en af de 20 mest lovende talenter i fremtiden, som er værd at holde øje med.

## Karriere

### Klubhold
Den 19. december 2015, debuterede Reistad for første gang, i en alder af bare 16 år, for Stabæk Håndball's førstehold den norske 1. division. I 2016, rykkede klubben i den bedste norsk håndboldrække Eliteserien. I sommeren 2018, skiftede hun til de norske mestre fra Vipers Kristiansand. Med Vipers vandt hun også det norske mesterskab i 2019 og den norske pokalturnering, i 2019. I sommeren 2021 skiftede hun til den danske topklub Team Esbjerg.

### Landshold
Reistad, optrådte omkring 20 gange for det norske U/17-landshold og 22 gange for U/19-landsholdet. Hun deltog ved Ungdoms-VM i håndbold 2016 i Slovakiet, U/19-EM 2017 i Slovenien og ved U/19-VM i håndbold 2018 i Ungarn. U/19-VM i 2018, vandt hun sølv med det norske hold og blev samtidig valgt til turneringens All-Star Team. Reistad debuterede på det norske A-landshold, den 22. november 2018. Bare få dage senere, fik hun slutrundedebut, ved EM 2018 i Frankrig. Hun scorede i alt 18 mål, i løbet af turneringen. Hun missede dog VM 2019 i Japan, da hun fik en diskusprolaps i maj 2019, hvilket holdte hende ude indtil januar 2020. I 2020, vandt hun så for første gang EM i håndbold 2020 i Danmark, og sluttede som elvte mest scorende spiller i turneringen, med i alt 29 i 8 kampe.
Hun var med til at vinde OL-bronze i håndbold for Norge, ved Sommer-OL 2020 i Tokyo, efter sejr over Sverige, med cifrene 36-19. Hun blev desuden også verdensmester samme år ved VM i kvindehåndbold 2021 i Spanien, efter finalesejr over Frankrig, med cifrene 29-22. Hun blev ved samme lejlighed kåret til VM-turneringens bedste venstre back.